# Исса (Пензенская область)
И́сса — посёлок городского типа в Пензенской области, административный центр Иссинского района.

## Этимология
Поселение получило от одноименной реки Исса, гидроним же предположительно является финно-угорского происхождения, которое переводится как «большой, великий». Следует обратить также на марийское слово икса «ветвь, протока», которое по мокшанским диалектным нормам могло произноситься без «к»: иса. А также на буртасское ис в значении – «вода, река».

## География
Посёлок расположен в 100 км к северу от города Пенза, в 10 км от железнодорожной станции Булычёво на линии Пенза – Рузаевка, на реке Иссе (притоке Мокши).

## История
Поселение основано в конце XVII века помещиками. В начале XVIII века – село Спасское, в составе Саранского уезда, принадлежало сибирскому губернатору князю Матвею Гагарину. В 1717 году выжжено во время «кубанского погрома», причем убито 15, уведено в плен 98 крестьян. После казни Матвея Гагарина отписано на царя Петра I, затем отказано графу Роману Илларионовичу Воронцову (1707—1783). Здесь находилась одна из крупнейших их вотчин. Благодаря расположению на Московской дороге многие жители занимались извозом, торговлей и ремеслами. В 1764 построена деревянная церковь во имя Христа Спасителя (отсюда название села Спасское); каменный храм построен в 1820–1838. В 1774 иссинцы участвовали в Крестьянской войне на стороне отрядов Пугачёва; правительственные войска сожгли село, жестоко расправившись с участниками восстания.
С 1780 года село входило в состав Инсарского уезда Пензенской губернии. В 1785 году показано за графом Семеном Романовичем Воронцовым (1744-1832), у него здесь 1333 ревизских души с крестьянами д. Симанской. В конце XVIII века в селе Иссе находился большой конный завод и обойная фабрика (Щекатов, Словарь). Крестьяне участвовали в аграрном движении также в 1864 и 1905 годах.
В начале XIX века у Воронцова в Иссе имелись конный завод, а также фабрика, на которой работали только дети под присмотром «крестьянской девки», выпускавшие ковры высокого качества из шерсти овец черкасской породы, специально разводимых для этого.
Перед отменой крепостного права село Спасское принадлежало двум помещикам: 1) Софье Михайловне Шуваловой, 1688 душ мужского пола, село занимало 260 десятин, у крестьян 2848 десятин пашни и 534 десятин сенокоса, у помещицы 3956 десятин удобной земли, 121 десятин леса и кустарника; вся помещичья земля сдавалась в оброк, крестьяне платили за него 4,4 руб. с души в год; 2) Ипполиту Михайловичу Потулову, 116 душ крестьян, 3 душ дворовых, 44 тягла (барщина), у крестьянской общины 30 дворов на 18 десятин усадебной земли, 410 десятин пашни, 61,4 десятин сенокоса, у помещика 520 десятин удобной земли, в том числе леса и кустарника 256 десятин (Приложение к трудам, т.2, Инсарский у., №№4, 34). В середине 19 века проводилось 3 ярмарки, имелся базар. В 1877 в селе 507 дворов, 3652 жителя, 12 лавок, 5 постоялых дворов, 2 трактира, кожевенный завод, ярмарка 1 и 10 августа. Однако после проведения железной дороги вдали от Иссы промышленное развитие населённого пункта замедлилось в связи со снижением интенсивности движения по московскому тракту. В 1900 – крупная сельскохозяйственная экономия Булычева с овчарней.
С 1929 года село — центр Иссинского района Пензенского округа Средне-Волжской области (с 1939 года в составе Пензенской области).
В годы Великой Отечественной войны в Иссе находился эвакогоспиталь.
В 1955 году в селе размещались центральные усадьбы колхозов имени Сталина и «Заветы Ильича».
С 23 августа 1979 года – посёлок городского типа, центральная усадьба совхоза «Иссинский».

## Население
| 1710  | 1717  | 1795  | 1864  | 1877  | 1897  | 1911  | 1926  |
| ----- | ----- | ----- | ----- | ----- | ----- | ----- | ----- |
| 222   | ↗321  | ↗1800 | ↗3812 | ↘3652 | ↗4141 | ↗4476 | ↗4712 |
| 1930  | 1939  | 1959  | 1970  | 1979  | 1989  | 2002  | 2009  |
| ↗4752 | ↘3944 | ↘2735 | ↗3082 | ↗4533 | ↗5907 | ↘5606 | ↘5574 |
| 2010  | 2011  | 2012  | 2013  | 2014  | 2015  | 2016  | 2017  |
| ↘5418 | ↘5416 | ↘5384 | ↘5380 | ↘5331 | ↘5271 | ↘5202 | ↘5147 |
| 2018  | 2020  | 2021  |       |       |       |       |       |
| ↘5101 | ↘4902 | ↗4917 |       |       |       |       |       |

## Экономика
Промышленные предприятия: комбинат строительных материалов (376 чел.) – производство щебня, доломитовой муки, гравия; Пензенский электроремонтный завод (101 чел.) – ремонт электроприборов; маслодельный завод (64 чел.) – масло, сливки, творог; пенькозавод (56 чел.) – производство волокна; пищекомбинат (51 чел.) – хлебобулочные и колбасные изделия, безалкогольные напитки; типография. Сельскохозяйственное АО «Иссинское» на базе одноимённого совхоза (231 чел.) – мясомолочное направление. АО «Комбикормовый завод» (30 чел.). 28 крестьянских (фермерских) хозяйств. В личном подсобном хозяйств граждан 394 коровы, 156 овец, 479 свиней.

## Инфраструктура
Участковая больница на 130 коек, поликлиника, аптеки, средняя школа (многопрофильный лицей) (1178 учащихся), детский сад, дом культуры, две библиотеки, музыкальная школа, стадион, краеведческий музей на общественных началах, дом быта, магазины и кафе, молельный дом.

## Памятники
Памятник землякам, погибшим в годы Великой Отечественной войны.